# William Clark Haines
William Clark Haines, wym. wɪliəm klærk heɪnes (ur. 10 stycznia 1810 w Londynie, zm. 3 lutego 1866 w Melbourne) – australijski polityk kolonialny; w 1855–1858 dwukrotny premier, a w 1861–1863 sekretarz skarbu Wiktorii.

## Biografia
Wychował się w londyńskiej dzielnicy Hampstead jako syn fizyka Johna Hainesa i Jane z d. Bliss. Ukończył elitarną Charterhouse School w Godalming, po czym w latach 1829–1832 studiował w Caius Collage Uniwersytetu Cambridge. Tam w 1833 uzyskał tytuł bakałarza (ang. bechalor of arts). W trakcie studiów zaprzyjaźnił się z W. M. Thackeray'em. Przez kilka lat praktykował jako lekarz, po czym na początku 40. XIX w. wyemigrował do Australii. W 1842 przybył do Geelong wraz z J. Highettem, z którym założył spółkę rolną (rozwiązaną w 1846). Haines stopniowo wycofywał się z rolnictwa od 1850; w 1851 sprzedał znaczną część swoich ziem Ch. J. Dennysowi.
W 1843 pracował już jako kasjer bankowy w Port Philip. W t.r. zostaje wybrany sędzią oraz radnym miejskim Mount Gambier. W 1851 gubernator powołał go w skład Rady Ustawodawczej Wiktorii. W proteście przeciwko uchwalonemu podatkowi gruntowemu, nadającemu squatterom znaczące ulgi, złożył mandat w sierpniu 1852. Decyzją tą zyskał poparcie drobnych rolników i jakobinów, pomimo deklarowanych poglądów konserwatywnych i lojalistycznych. W wyborach parlamentarnych z sierpnia 1853 uzyskał mandat na kolejną kadencję, który sprawował od grudnia 1854 do marca 1855. W czasie tej kadencji zasiadał w kilku komisjach parlamentarnych, powołanych jeszcze we wrześniu 1854. Przeciwstawiał się ruchom niepodległościowym i separatystycznym kolonii. Wraz z J. Fosterem i W. Stawellem wziął udział w pracach redakcyjnych konstytucji Wiktorii.
W grudniu 1853, po rezygnacji J. Fostera, Haines został sekretarzem kolonii. Jako główny urzędnik służby cywilnej wykazywał się lojalnością i sumiennością oraz zdecydowaniem w podejmowaniu decyzji. Wobec kryzysu finansowego w latach 1854–1855 zreformował administrację pól naftowych, podporządkowując je monopolowi kolonialnemu. Przedstawiając krytykę administracji kolonialnej Ch. Hothamowi, gubernatorowi Wiktorii, doprowadził do ustanowienia samorządu terytorialnego dla wszystkich jednostek administracji – poza miastami (city) otrzymały je miasteczka (town), dzielnice (subburb) i hrabstwa (shire).
W październiku 1855 do Wiktorii dotarła informacja, że parlament brytyjski uchwalił nowy akt organiczny dla kolonii. Rada Wykonawcza Wiktorii przekonała gubernatora Hothama, aby zrezygnował ze swojej funkcji i przekazał jej pełnię władzy nad kolonią do czasu zwołania kolejnej kadencji parlamentu. Haines, W. Stawell, A. Clarke i H. Childers w listopadzie t.r. zostali odwołani ze swych stanowisk z przyczyn polityczno-ustrojowych i natychmiast powołani w skład pierwszego ministerium kolonii, na którego czele stanął pierwszy z wymienionych. W obawie przed utratą prawa do emerytury urzędniczej członkowie rozwiązanej Rady Wykonawczej złożyli skargę na odwołanie ze stanowisk bez zabezpieczenia odpraw. Skarga ta została odrzucona przez parlament stanu, który ostro skrytykował posunięcie urzędników. Jakkolwiek rząd londyński przyznał zdymisjonowanym urzędnikom emerytury, przy czym nie objęto tym J. Fostera, który odmówił na zaproszenie do nowego ministerium. W odpowiedzi na to Haines zaproponował przed Radą Ustawodawczą, że podzieli się z Fosterem swoją emeryturą (w kwocie 1 tys. £ rocznie). Brak jednak źródeł świadczących o dotrzymaniu zobowiązania przez Hainesa.
Jako sekretarz kolonii Haines został przyjęty przez Radę Ustawodawczą 30 listopada 1855, która zatwierdziła go na urzędzie premiera. Wobec wyłonienia nowej kadencji parlamentu w wyborach, rozpoczął on obrady w styczniu 1856. W pierwszej kadencji konstytucyjnego parlamentu Wiktorii (1856–1858) pełnił mandat posła (member) okręgu South Grant. Główną kwestią, podnoszoną w dyskusji plenarnej, był sposób głosowania nad akredytacją gabinetu kolonialnego. Parlament przyjął, forsowaną przez W. Nicholsona, zasadę tajności głosowania. Większość izby opowiadała się za powierzeniem misji utworzenia nowego ministerium Nicholsonowi. Jednak nie zdobył on zaufania gen. E. Macarthur, pełniącego obowiązki gubernatora, który przyjął dymisję Hainesa 11 marca 1857 i powierzył utworzenie ministerium J. O'Shanassy'emu, bardziej konserwatywnemu od głównego oponenta. Jednak w wyniku utraty większości parlamentarnej, gubernator ponownie powołał Hainesa na urząd premiera 29 kwietnia 1857. W wyniku nowych wyborów i utraty większości parlamentarnej, a przede wszystkim mniejszościowych licznych koalicjantów, ministerium upadło i Haines podał się do dymisji 10 marca 1858.
Po wycofaniu się z polityki, jeszcze w 1858 wyjechał do Ameryki Północnej i Europy. Jednak w październiku 1860 do Wiktorii. W listopadzie t.r. zajął mandat posła (member) Rady Ustawodawczej, reprezentując Portland. W 1861–1863 sprawował urząd sekretarza skarbu w trzecim ministerium J. O'Shanassy’ego. W 1864 nie uzyskał reelekcji. W t.r. został wybrany jednak w Prowincji Wschodniej.
Pod koniec 1865 zaangażował się żywo w gorącą debatę publiczną na temat reformy wprowadzającej pomoc socjalną dla robotników. Najprawdopodobniej nieoszczędzanie się w trakcie tej debaty przy słabym zdrowiu i podeszłym wieku, doprowadziło do komplikacji chorobowych i arytmii serca. Zmarł na zawał serca 3 lutego 1866 w South Yarra. Został pochowany na cmentarzu St. Kilda w Melbourne.

## Działalność polityczna

### Premier
Pomimo stabilności kierownictwa jego gabinet był bardzo niepewny, gdyż nie posiadał poparcia większości parlamentarnej. Sam Haines był osamotniony na scenie politycznej. Utrzymanie rządu zawdzięczał przede wszystkim radom W. Stawella. Tymczasem opozycja wobec niego była stosunkowo zjednoczona pod przewodnictwem J. O'Shanassy'ego. W marcu 1857 pomimo kilku nieznacznych ustępstw na rzecz liberałów ministerium Hainesa upadło. J. O'Shanassy ponownie objął urząd premiera. W wyniku utraty przez niego większości parlamentarnej jeszcze przed upływem kadencji, gubernator przyjął dymisję O'Shanassy'ego i ponownie powołał Hainesa. Drugi gabinet utworzył on przede wszystkim dzięki poparciu J. McCullocha, prowadząc właściwie politykę jego stronnictwa. Wobec rozpisania kolejnych wyborów i wyłonienia nowej kadencji parlamentu gabinet Hainesa upadł. Premier przeciwny zasadzie proporcjonalnego podziału głosów i wielomandatowych okręgów nie uzyskał zaufania nowej kadencji izby. Stanowiąca większość opozycja, złożona głównie z liberałów, antyklerykałów i squatterów, odmówiła poparcia gabinetowi. Gubernator przyjął dymisję Hainesa 10 marca 1858.
Kierując swoim ministerium w latach 1857–1858 Haines, nie mając żadnego zaplecza politycznego, ulegał wpływowym polityków konserwatywnych. Wchodził z nimi w krótkotrwałe porozumienia dotyczące konkretnych problemów. Tak prowadzona polityka nie przysporzyła Hainesowi poparcia, który uważany był za nijakiego i niepewnego, co do swoich deklaracji programowych, a tym bardziej ideowych. Pomimo zdeklarowanej wrogości, nieudolnie walczył z przywilejami squatterów. Zaproponowany przez jego ministerium w 1857 plan podatkowy przyniósł squatterom argument o wiążącej roli ich stanu posiadania z finansami kolonii, a tym samym dobrobytem Wiktorii. Pogląd ten Haines podejmował nie jako kontrargument, ale poparcie polityki jego rządu, chętnie go używając.
Także w 1857, kiedy potrzebował wsparcia grupy reprezentantów z kręgu A. Michie'go, pomimo jasnych deklaracji klerykalnych, Haines udzielił wsparcia projektowi tegoż polityka. Zakładał on dalszą sekularyzację szkolnictwa powszechnego. Haines pomimo jawnej niechęci do demokracji, którą często nazywał „gołą”, musiał także za namową Michie'ego zaakceptować poparcie ministerium dla wprowadzenia powszechnego prawa wyborczego dla wszystkich mężczyzn. Pomimo tego ustępstwa wprowadzony projekt ustawy zawierał przepisy dotyczące szczegółowych zasad liczenia głosów, uzależnionych od cenzusu ziemskiego.
Rok 1857 był trudny dla administracji kolonii także z przyczyny powstającego poważnego kryzysu gospodarczego i gwałtownie rosnącego bezrobocia. Właściwie poza reformą systemu podatkowego ministerium nie wprowadziło znaczących zmian, mogących przeciwdziałać regresowi w gospodarce. Imigracja do Wiktorii nadal była otwarta, i mimo formalnego ograniczenia wjazdu do kolonii, każdy przybyły mógł swobodnie w niej zamieszkać i poszukiwać pracy. Ministerium Hainesa przygotowało ambitny plan rozbudowy sieci kolejowej, jednak nie zdążył on być wprowadzony w życie. Także śmiałe plany reformy służby cywilnej stawiane przez Hainesa w okresie sprzed reformy ustrojowej nie znalazły równej sobie energii w czasie sprawowania przez niego urzędu premiera.

### Sekretarz Skarbu
Po powrocie do Wiktorii w 1860 Haines pomimo klęski politycznej jako premier był powszechnie uznawanym mężem stanu. Został więc powołany w skład ministerium J. O'Shanassy'ego, obejmując stanowisko sekretarza skarbu. W 1863 reprezentował Wiktorię na wszechaustralijskiej konferencji sekretarzy skarbu, dotyczącej problematyki finansowania kolonii. Ważną kwestią tam poruszoną było opodatkowanie rolników. Haines trwał na stanowisku znacznego rozróżnienia kwot podatkowych należnych squatterom od tych płaconych przez małorolnych pasterzy.
W obszarze finansowania oświaty Haines prowadził spójną politykę z J. O'Shanassy'm. Postulowali oni zgodnie za ograniczeniem roli szkolnictwa powszechnego na rzecz prywatnych i kościelnych instytutów. Polityka ta znalazła odzwierciedlenie w znacznym zredukowaniu budżetu oświaty publicznej. Pomimo ustanowienia w 1862 przez Radę Ustawodawczą parlamentarnej Komisji ds. Edukacji, której przewodniczył R. Heales, organ ten sprawował jedynie formalny nadzór nad szkołami, w praktyce był już pozbawiony odpowiednich środków do realizacji swoich zadań.
Jako członek ministerium zgłaszał wnioski, współpracując przy projektach ustaw reformujących samorząd terytorialny, system podatków gruntowych i finansowania inwestycji kolejowych. W sporze parlamentarnym o reformy socjalne w kolonii stał na zdecydowanym stanowisku zachowawczym, żywo poświęcając się debacie na ten temat prowadzonej pod koniec 1865.

## Poglądy społeczno-polityczne
Williama Hainesa zalicza się do polityków konserwatywnych i lojalistycznych wobec metropolii. Deklarował się jako torys. Był stanowczym przeciwnikiem przywilejów podatkowych squatterów. Zauważał znaczne dysproporcje pomiędzy stawkami podatku gruntowego wielkich właścicieli ziemskich i drobnych rolników. Proponował więc wprowadzenie opodatkowania progresywnego. Często wypowiadał się również na temat praworządności wobec konstytucji Wiktorii, podnosząc przy tym lojalność wobec Londynu. Ważnym aspektem spraw publicznych, którym poświęcał się Heines była również oświata. Proponował oparcie jej finansowania o składki obywatelskie lub skarby poszczególnych samorządów. Miałyby one być częściowo refundowane z funduszy kolonialnych. Jednak zarząd i organizacja szkolnictwa miałyby spoczywać w kompetencjach samorządu. Swoje propozycje rozwiązań w oświacie opierał o ustrojowe zapisy kolonii, która nie powinna ingerować w życie kulturalne i edukację swoich obywateli. Twierdził, że optymalnym rozwiązaniem jest oparcie szkolnictwa powszechnego na instytucjach kościelnych.
Haines był przeciwnikiem zasady tajności głosowania. W odróżnieniu od swoich przeciwników uważał, że utajenie głosowanie nie wyeliminuje nacisków, czy wręcz kupowania głosów, a jedynie ukryje nadużycia. Był w tej kwestii zdecydowanym przeciwnikiem W. Nicholsona, którego ostro krytykował. Sprzeciwiał się zmianom ustrojowym kolonii, które przeniosły większość uprawnień prawodawczych na parlament. Uważał, że Rada Ustawodawcza Wiktorii nie jest przygotowana do podejmowania ważnych decyzji wobec zwłaszcza sposobu głosowania. Twierdził przy tym, że demokracja w podejmowaniu najważniejszych decyzji w warunkach kolonii australijskich jest niebezpieczna, gdyż może oddalić Wiktorię od metropolii.

## Działalność społeczna
W latach 1853–1865 William Haines był członkiem Senatu Uniwersytetu Melbourne i wicekanclerzem tej uczelni w latach 1857–1858. Sponsorował wyścigi konne w Geelong, a także międzynarodowe i wszechimperialne mecze krykieta; w 1861 został prezesem zarządu Melbourne Cricket Ground. Był wielkim mistrzem masonerii rytu szkockiego, członkiem Loży Melbourne.

## Rodzina
William Haines w 1835 poślubił w Londynie Mary Ann Dugard. Para doczekała się pięciu synów i dwóch córek (wszyscy przeżyli ojca).